# Kasteel Ten Bergh
Kasteel ten Bergh was een kasteel dat zich bevond in het dal van de Beerze te Spoordonk in de gemeente Oirschot. Het was een van de twee woonplaatsen van de heren van Oirschot. De andere was Kasteel Oud Beijsterveld in de buurtschap Notel vlak bij Oirschot.
Omtrent de ontstaansgeschiedenis van dit kasteel is niet veel bekend, het zal oorspronkelijk een motteburcht geweest zijn die later uitgebreid werd. Het kasteel maakte deel uit van een complex waartoe ook de Spoordonkse Watermolen en een rentmeesterswoning behoorden, alsmede een aantal landerijen. De rentmeesterswoning zal het neerhuis van het kasteel zijn geweest. Het kasteel was door water van de Beerze omgeven.

## Geschiedenis
Men vermoedt dat het kasteel in de 14e eeuw is gebouwd, maar uitsluitsel kan daar niet over gegeven worden, aangezien er geen archeologisch onderzoek naar is verricht. De heren en vrouwen van Oirschot hebben tot 1672 op kasteel Ten Bergh gewoond.
In 1672 werd de heerlijkheid Oirschot publiekelijk verkocht aan de familie Sweerts de Landas, die op Oud Beijsterveld ging wonen.
In 1674 kwam Kasteel ten Bergh in handen van Catharina Stevens die schuldeiseres van Ferdinand van Merode was. Zij was vrouwe van Hilvarenbeek, Diessen, Riel en Westelbeers.
Haar oudste zoon was Jan Hyacinth de Cort, die in 1692 de heerlijke rechten van zijn moeder overnam. Hij bleef op kasteel Ten Bergh wonen, samen met zijn broer Filips de Cort (1665-1748). De laatste bleef tot zijn dood op het kasteel wonen. Hierna stond het kasteel tot 1755 leeg. Het kasteel kwam echter in handen van Wilhelmus Johannes de Cort, die een neef was van Filips.
Nu werden in 1749 de roerende goederen, in 1755 het huis, en in 1772 het landgoed verkocht, waarna het kasteel werd gesloopt. Met de stenen werd het Kasteel Oud Beijsterveld vernieuwd.
De watermolen was al in 1649 van het bezit afgesplitst.

## Ooggetuigen
Philips van Leefdael (1610-1681) schreef in 1645 dat op seeker ghehucht, Spoordonck genaemt, is gheleegen een casteel, den heere toebehorende met watermeulen daeraen.
Jacob van Oudenhoven maakte in 1649 gewag van het Huys ofte Slot van de Merodens, dat seer playsantigh op de Rivierde leyt, en ook in 1670 sprak hij van een seer treffelyck Huys..omcinghelt met fraye vijvers ende graghten ende eene levende Rivierde, daer hy eenen Molen op heeft ende is seer vischrijk daervan die van dat Huys wel voorsien worden midts de vischerije comt aent Huys

## Heden

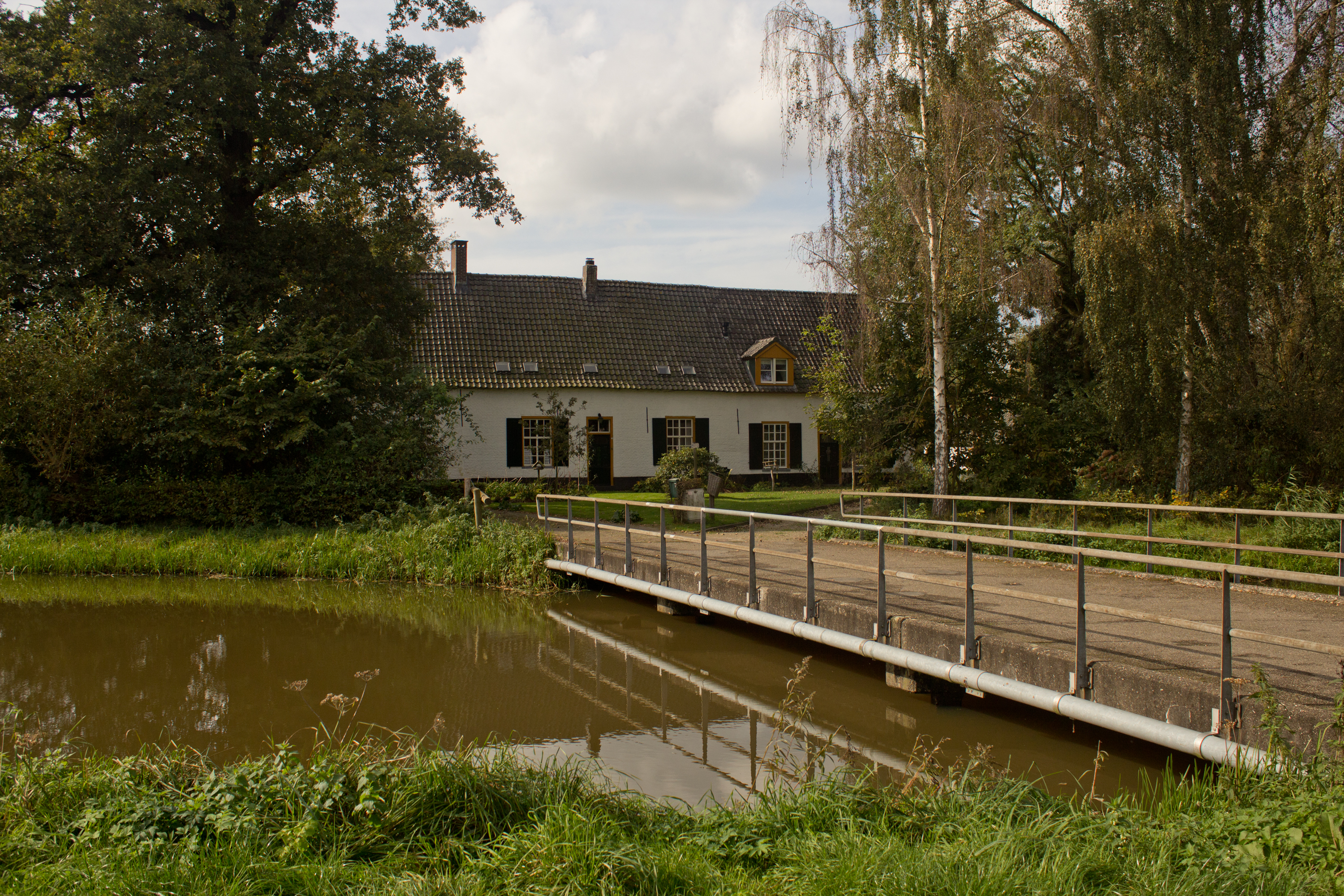
De rentmeesterswoning

Niet alleen de Spoordonkse Watermolen bestaat nog, maar daarnaast vindt men er nog het poortgebouw en de rentmeesterswoning, die nu een boerderij is en als Huize Ten Bergh bekendstaat. Het terrein waar restanten te vinden zijn van het kasteel is rijksmonument.